# الجلوسين
الجلوسين هو اسم عامل التحلية الاصطناعية وهو مشابه للسكرين الذي كان مستخدماً في أوائل القرن العشرين. ومحتواه هو ملح الصوديوم المشتق من قطران الفحم. ويتكون من خليط  أحادي وثنائي الأحماض السلفونية مع تركيبة كيميائية متكونة من  C19 H16 N4. ويظهر عادةً كمسحوق بني وقابل للذوبان في الماء بسهولة، وغير قابل للذوبان في الاثير والكلوروفور.
الجلوسين أكثر حلاوة بحوالي ثلاثمئة مرة من قصب السكر.
يمنع إستخدامه كمضاف غذائي في معظم مناطق الولايات المتحدة الأمريكية بسبب المخاوف من تأثيراته الصحية.